# Michel Henry éditeur
 (août 2019).
La maison d'édition Michel Henry éditeur située à Moncton au Nouveau-Brunswick (Canada) a publié des ouvrages de fiction et de non-fiction et des recueils de poésie par des auteurs et autrices acadiens de 1985 à 1990. L'éditeur a publié des livres d'auteurs comme Gracia Couturier, Herménégilde Chiasson, Régis Brun, Gérald Leblanc, Raymond Guy LeBlanc, Guy Arsenault, Lise Robichaud et Robert Pichette. La maison d'édition fondée par Michel Henry le 27 novembre 1985 a été active jusqu'en 1990. Elle s'est consacrée à la publication de poésie, nouvelles, romans, pièces de théâtre et d'essais, notamment sur l'histoire, l'architecture, l'art dans les écoles et l'industrie du homard dans les provinces Maritimes.